# Untermausbach
Untermausbach ist eine Ortschaft in der Gemeinde Wipperfürth im Oberbergischen Kreis im Regierungsbezirk Köln in Nordrhein-Westfalen (Deutschland).

## Lage und Beschreibung
Der Ort liegt im Südwesten der Stadt Wipperfürth im Tal des in die Großen Dhünn mündenden Mausbaches. Nachbarorte sind Wüstenhof bei Wipperfeld, Obermausbach, Erlen, Oberschneppen und Boxberg.
Der Ort gehört zum Gemeindewahlbezirk 160 und damit zum Wahlbezirk Wipperfeld.
In dem alten Fachwerkhaus Nr. 3 ist das Papiertheaterfachwerkhaus untergebracht, das das zur Besichtigung und zu Veranstaltungen einlädt.

## Geschichte
1443 wird der Ort erstmals unter der Bezeichnung „Musbecke“ in einer Einkunfts- und Rechteliste des Kölner Apostelstiftes genannt. Die Karte Topographia Ducatus Montani aus dem Jahre 1715 zeigt die Ortschaft mit der Ortsbezeichnung „Musbach“ und zwei Höfen. Die Topographische Aufnahme der Rheinlande von 1824 benennt den Ort mit „Nied. Mausbach“. Die Karte verzeichnet auf umgrenztem Hofraum fünf getrennt voneinander liegende Grundrisse. Ab der Preußischen Uraufnahme von 1844 wird die Ortsbezeichnung Untermausbach verwendet.

## Busverbindungen
Über die im Nachbarort gelegene Haltestelle Erlen B506 der Linie 427 (VRS/OVAG) ist Untermausbach an den öffentlichen Personennahverkehr angebunden.

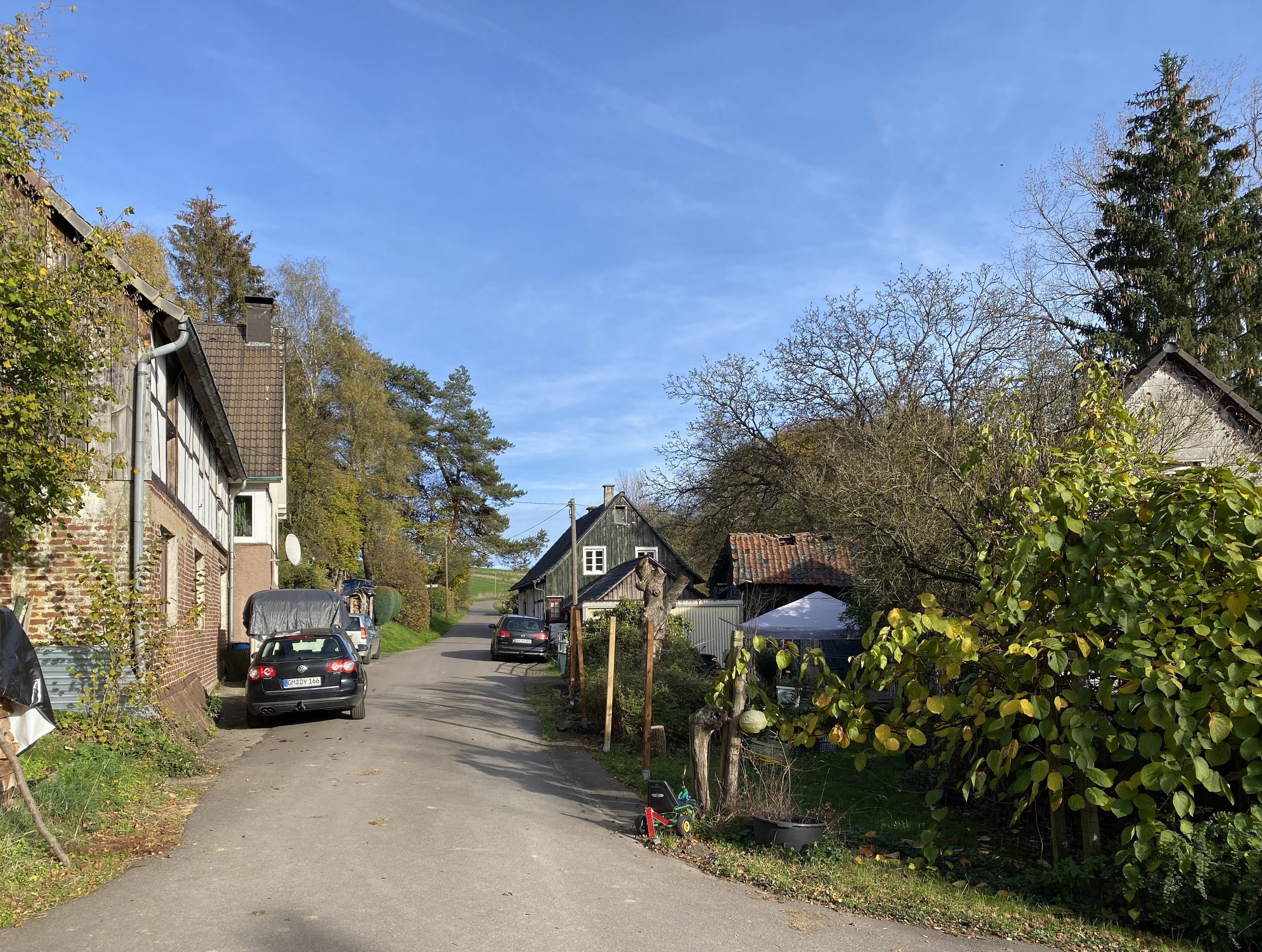
Untermausbach mit Straße nach Wüstenhof
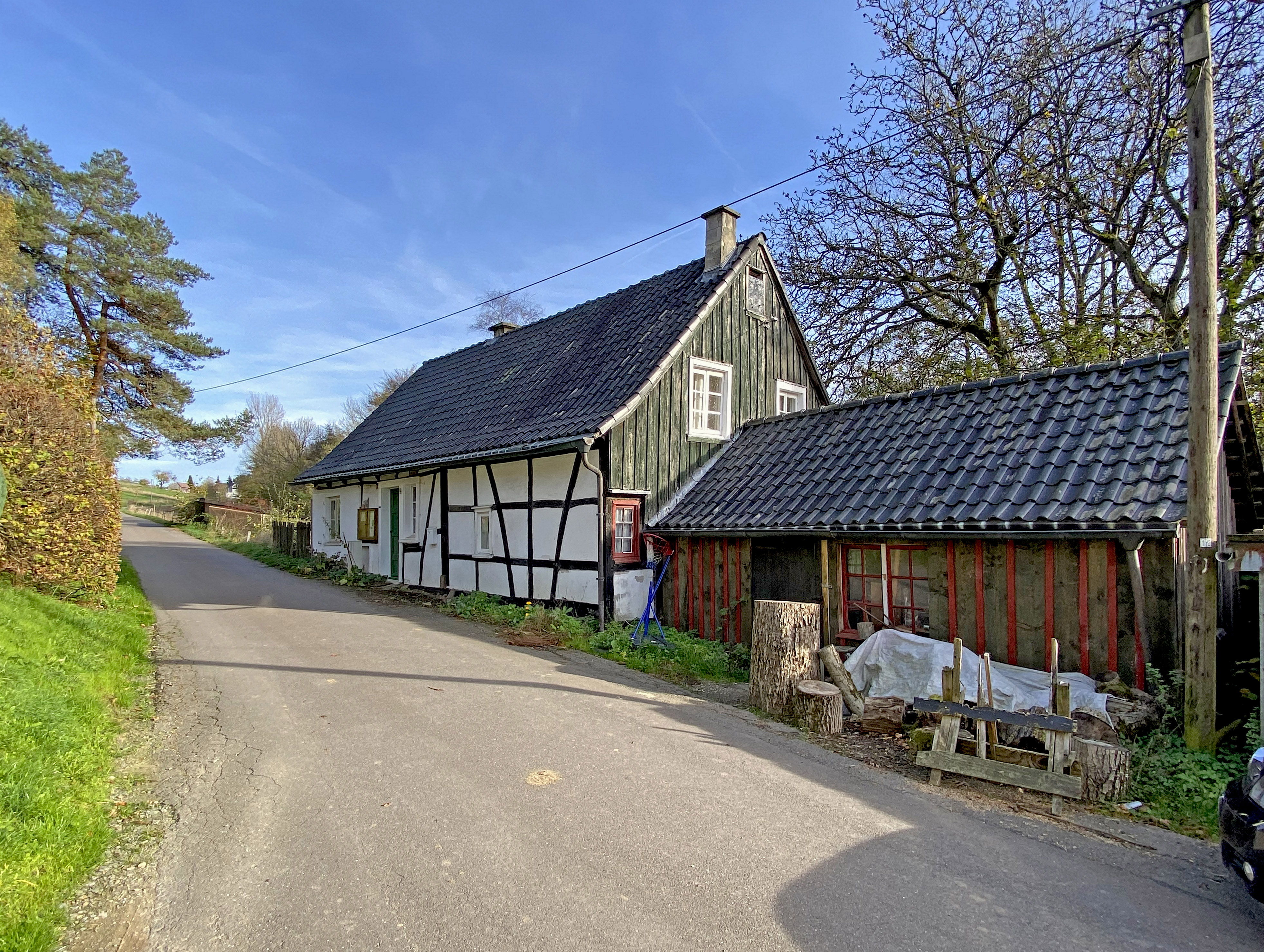
Altes Fachwerk in Untermausbach
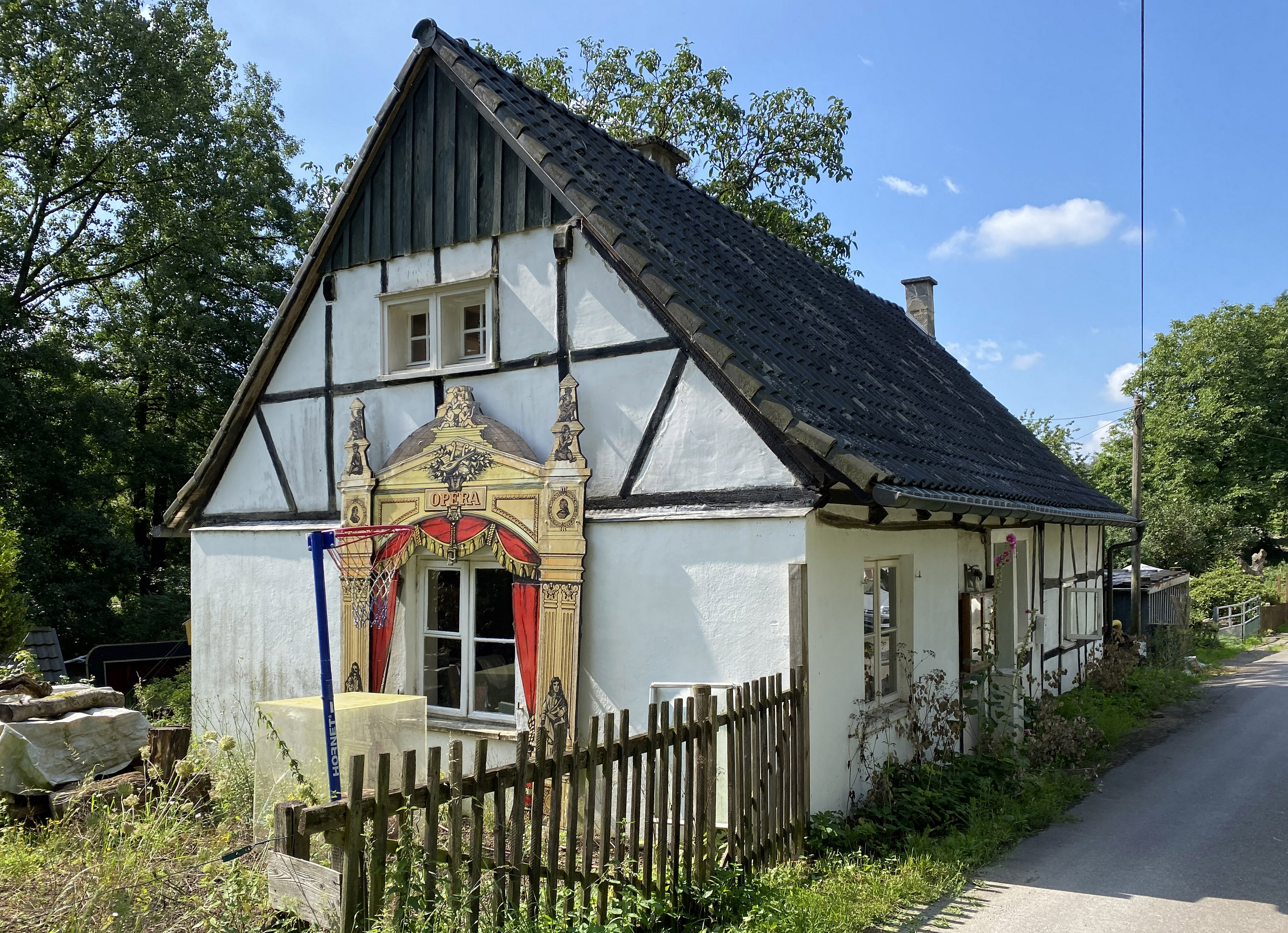
Papiertheater-fachwerkhaus Untermausbach 3
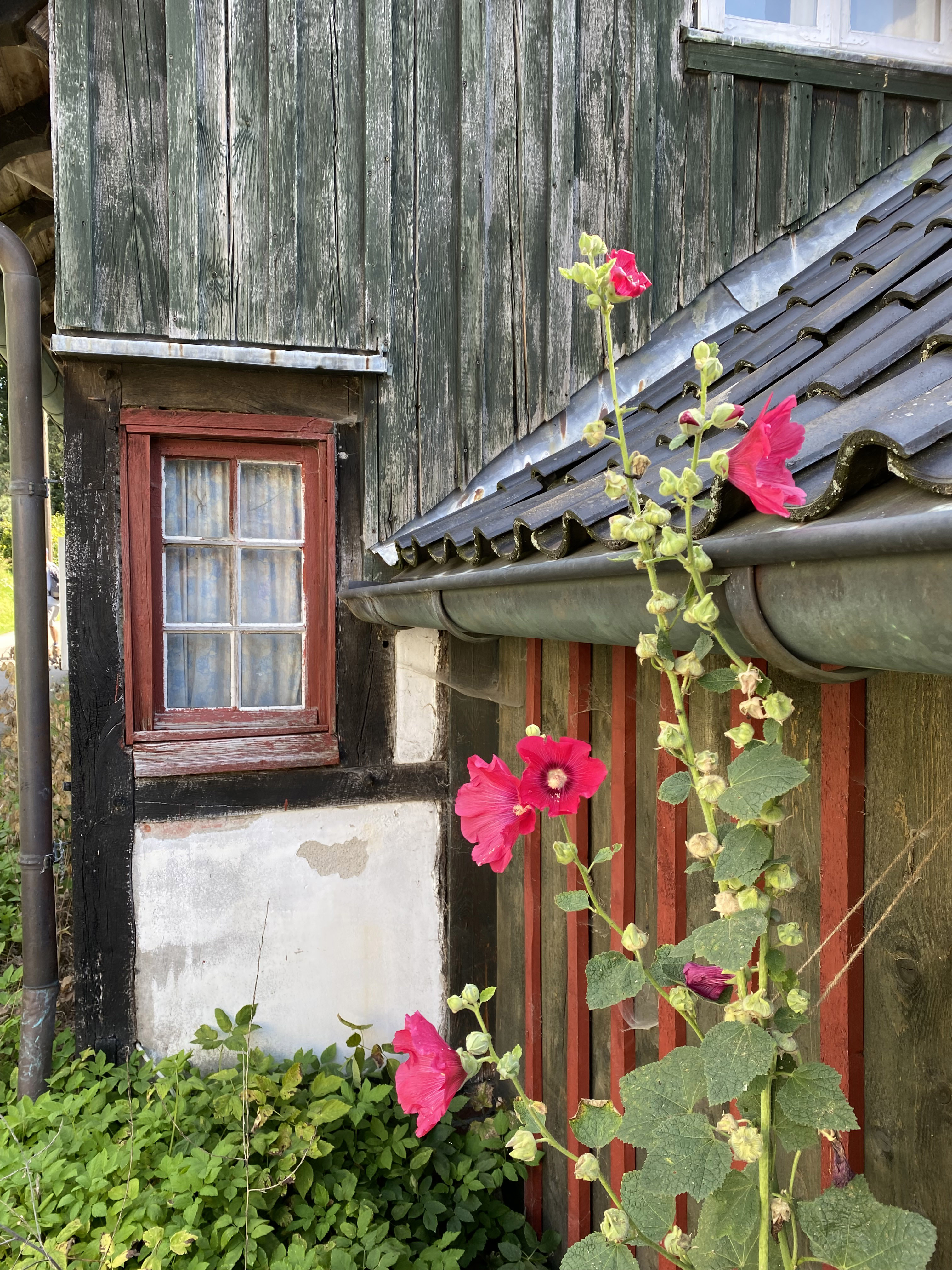
Untermausbach 3